# Linia kolejowa Pieniężno – Korniewo
Linia kolejowa Pieniężno – Korniewo – rozebrana normalnotorowa linia kolejowa łącząca Pieniężno ze stacją Korniewo.

## Historia
Linię otworzono 1 lipca 1885 roku. Na całej swojej długości posiadała jeden tor o rozstawie szyn 1435 mm. W 1945 roku nastąpiła jej fizyczna likwidacja.